# День мерців (фільм, 1985)
«День мерців» (англ. Day of the Dead) — американський постапокаліптичний фільм жахів про зомбі, який вийшов 1985 року, режисером та сценаристом якого виступив Джордж Ромеро. Це третій фільм із основної серії про «живих мерців» Джорджа Ромеро, йому передують: «Ніч живих мерців» 1968 року та «Світанок мерців» 1978 року.

## Сюжет
Епідемія охопила весь світ. Окремі загони військових і вчених розташовуються на укріплених базах і бункерах, де проводять дослідження і намагаються знайти рішення проблеми живих мерців. В одному з таких бункерів і розгортається дія фільму.
Антрополог Сара Боумен, солдат Мігель Салазар, зв'язківець Білл МакДермотт і пілот Джон на прізвисько «Флайбой» займаються пошуками вцілілих живих людей, облітаючи на вертольоті околиці бази і посилаючи радіосигнали. Проте всі їхні пошуки безуспішні, і вони повертаються ні з чим, загострюючи і без того натягнуті відносини з військовими під командуванням деспотичного командира капітана Генрі Родса.
Тим часом провідний вчений доктор Меттью Логан на прізвисько «Франкенштейн» висуває гіпотезу про те, що зомбі мають зачатки розуму, здатні пам'ятати свої прижиттєві заняття і, що найважливіше, можуть бути навчені за допомогою системи заохочень. Він демонструє свої досягнення мешканцям бази на прикладі свого піддослідного — «ручного» зомбі Боба: мрець намагається використовувати бритву, гортає книжку, вимовляє «алло» в телефонну трубку. Побачивши капітана в формі, Боб віддає йому честь, а потім демонструє навички в поводженні з незарядженим зброєю. Солдати і дослідники вражені, проте капітана Родса це виводить з себе.
Під час чергового відлову зомбі для досліджень мерці вбивають двох солдат, а Мігеля кусають за руку. Намагаючись запобігти зараженню всього організму, Сара ампутує Мігелю руку, проте інші військові все одно мають намір його вбити. На захист Мігеля стають також Джон і Білл, і пораненого солдата вдається врятувати.
Цей інцидент стає останньою краплею в натягнутих відносинах між вченими і військовими. Капітан Родс вирішує припинити всі дослідження. Для цього він прямує до доктора Логана і стає мимовільним свідком «заохочення» піддослідних: вчений годував мерців плоттю загиблих солдат. Оскаженілий Родс вбиває доктора, після чого вирішує покинути прокляту базу. Він намагається змусити Джона, єдиного пілота, відвезти його з рештою солдатами на маломісному вертольоті, але Джон відмовляється кидати інших. Тоді Родс вбиває одного з учених, а Білла і Сару кидає в катакомби, кишать мерцями. Ті, обороняючись від зомбі підручними засобами, йдуть углиб катакомб.
В цей час Мігель, залишений один, приходить до тями. Перенесені події зводять його з розуму. Жертвуючи собою, він запускає в бункер натовп живих мерців, які розходяться по базі.
Джону вдається знешкодити Родса. Прихопивши зброю, він приєднується до Сари і Білла в катакомбах. Разом вони шукають вихід на поверхню.
Заточений в одній з кімнат зомбі Боб звільняється від кайданів. У сусідньому приміщенні він знаходить доктора Логана. Спочатку він відчуває радість, але потім розуміє, що доктор мертвий, і приходить в лють. Йому на очі потрапляє кинутий пістолет; Боб вирішує помститися.
Базу вже повністю заполонили зомбі, що вбивають решту живих солдат. В одному з коридорів Боб стикається з капітаном Родсом, ранить його з пістолета і врешті-решт заганяє його до натовпу голодних мерців.
Сарі, Джону і Біллу вдається втекти на вертольоті на відокремлений безлюдний острів, вільний від зомбі і інших людей.

## В ролях
У фільмі знімалися:

| Актор              | Роль                                                                     | Примітки                                                 |
| ------------------ | ------------------------------------------------------------------------ | -------------------------------------------------------- |
| Лорі Карділль      | антрополог Сара Боумен учена, яка досліджує причини спалаху зомбі-вірусу |                                                          |
| Террі Александер   | пілот Джон "Флайбой"                                                     |                                                          |
| Джозеф Пілато      | капітан Генрі Родс самопризначений лідер військового загону              |                                                          |
| Ярлат Конрой       | зв'язківець Білл МакДермотт радіооператор загону                         |                                                          |
| Ентоні Ділі мол.   | солдат Мігель Салазар самогубець,з загону Родса                          |                                                          |
| Річард Ліберті     | доктор Меттью "Франкенштейн" Логан головний хірург і вчений загону Родса |                                                          |
| Шерман Говард      | зомбі Боб                                                                |                                                          |
| Гарі Говард Клар   | солдат Волтер Стіл з загону Родса                                        |                                                          |
| Ральф Марреро      | солдат Роберт Ріклс з загону Родса                                       |                                                          |
| Джон Амплас        | доктор Тед Фішер технік                                                  |                                                          |
| Філліп Дж. Келламс | солдат Міллер з загону Родса                                             |                                                          |
| Тасо Н. Ставракіс  | солдат Хуан Торрез з загону Родса                                        | Також грає роль зомбі-стукача по дереву та байкера-зомбі |
| Грег Нікотеро      | солдат Джонсон з загону Родса                                            |                                                          |
| Джордж Ромеро      | Зомбі з шарфом камео                                                     | В титрах не вказаний                                     |

## Цікаві факти
Деякі цікаві факти про цей фільм:
- У сцені, де капітана Родса розриває надвоє, використовувалися справжні кишки свині. Після зйомок цього епізоду їх забули покласти в холодильник на вихідні, так що в понеділок актори і знімальна група були змушені поміняти місце зйомок через сильний запах гнилих нутрощів.
- Під час фінальної сутички з зомбі можна помітити самого режисера в ролі зомбі, що штовхає візок. Правда, особи Джорджа Ромеро не видно, але його можна впізнати по шарфу на талії.
- Книга, яку доктор Логан дає Бобу — «Салимове лігво» (Salem's Lot) Стівена Кінга.
- В оригінальному сценарії, на який Ромеро не зміг знайти грошей (передбачався бюджет — $ 7.000.000), була присутня цитадель людей, оточена електричними парканами, і невелика група «розумних» зомбі. 20 років потому цей сценарій став основою для іншого фільму Ромеро «Земля мертвих» (2005).
- Початкові сцени фільму (покинуте місто) знімалися в Форт-Маєрс-Біч і на острові Сенібел (штат Флорида).
- Лабораторія та інші підземні об'єкти дійсно знімалися під землею — в шахті Вампум, розташованої поруч з Піттсбургом (штат Пенсильванія).
- У сцені сварки Сари і Мігеля Лорі Карділль попросила Ентоні Ділі дати їй справжній ляпас, щоб все виглядало максимально реалістично.
- Це єдиний фільм Ромеро, в якому «говорить» зомбі (зомбі Боб вимовляє невеликий рядок).
- Незважаючи на те, що «День мерців» зібрав у прокаті набагато менше, ніж його попередники, Ромеро заявив, що це його найкращий фільм.